# Molly O’Day
Molly O’Day (* 9. Juli 1923 als Lois LaVerne Williamson in McVeigh, Pike County, Kentucky; † 5. Dezember 1987) war eine US-amerikanische Country-Sängerin und einer der ersten weiblichen Stars der Country-Musik.

## Anfänge
O'Day entstammte einer in den Appalachen beheimateten Bergmannsfamilie. Gemeinsam mit ihren Brüdern Cecil und Joe gründete sie eine Band, in der sie Gitarre spielte. 1939 traten sie erstmals im Radio auf. Sie nahm den Namen „Mountain Fern“ und später „Dixie Lee Williamson“ an. In kurzen Abständen wechselte man die Radiosender. 1940 schloss sie sich der Band „Forty Niners“ des Gitarristen Lynn Davis an, den sie ein Jahr später heiratete.

## Karriere
Es gelang O'Day bald aus dem Schatten ihres Ehemanns herauszutreten. 1946 wurde der einflussreiche Songwriter Fred Rose auf sie aufmerksam und vermittelte einen Schallplattenvertrag mit dem Label Columbia. In der ersten Aufnahmesession wurde eine Reihe von Stücken des zu dieser Zeit noch unbekannten Fred-Rose-Schützlings Hank Williams eingespielt, darunter ihr bekanntester Hit Tramp On The Street.
Jedoch stellten sich bald gesundheitliche Probleme ein. Es waren vor allem Erschöpfungszustände, die sie immer wieder zu Pausen zwangen. Je populärer sie wurde, desto mehr litt sie unter dem unvermeidlichen Stress. 1950 gab sie nach nur fünf Jahren ihre Karriere auf. Sie blieb der Musik aber weiterhin verbunden. Gemeinsam mit ihrem Mann verschrieb sie sich ganz der Religion und trat hauptsächlich in Kirchen auf. Jahre später wurden bei Columbia einige Gospel-Alben aufgenommen. Ab 1973 hatten sie eine eigene, gemeinsame Radioshow mit christlicher Musik.
1987 starb Molly O'Day an Krebs. Innerhalb von nur fünf Jahren war sie zu einem der ersten weiblichen Stars der Country-Musik geworden.

## Diskografie
- 1950: A Sacred Collection
- 1963: The Unforgettable Molly O'Day
- 1966: The Living Legend Of Country Music
- 1968: The Heart And Soul Of Molly O'Day